# Grand Prix moto d'Espagne 1992
Le Grand Prix moto d'Espagne 1992 est la quatrième manche du championnat du monde de vitesse moto 1992. La compétition s'est déroulée entre le 9 au 11 mai 1992 sur le circuit permanent de Jerez.
C'est la 38e édition du Grand Prix moto d'Espagne.

## Classement final 500 cm3
| Pos  | Pilote              | Constructeur  | Temps/Écart      | Points |
| ---- | ------------------- | ------------- | ---------------- | ------ |
| 1    | Mick Doohan         | Honda         | +49 min 42 s 940 | 20     |
| 2    | Wayne Rainey        | Yamaha        | +18 s 991        | 15     |
| 3    | Niall Mackenzie     | Yamaha        | +28 s 373        | 12     |
| 4    | Kevin Schwantz      | Suzuki        | +28 s 481        | 10     |
| 5    | John Kocinski       | Yamaha        | +39 s 357        | 8      |
| 6    | Peter Goddard       | ROC Yamaha    | +48 s 801        | 6      |
| 7    | Juan Garriga        | Yamaha        | +52 s 482        | 4      |
| 8    | Randy Mamola        | Yamaha        | +53 s 688        | 3      |
| 9    | Miguel Duhamel      | Yamaha        | +53 s 932        | 2      |
| 10   | Doug Chandler       | Suzuki        | +58 s 792        | 1      |
| 11   | Eddie Lawson        | Cagiva        | +1 min 03 s 477  |        |
| 12   | Alex Barros         | Cagiva        | +1 min 21 s 460  |        |
| 13   | Thierry Crine       | ROC Yamaha    | +1 min 46 s 825  |        |
| 14   | Kevin Mitchell      | Harris Yamaha | +1 tour          |        |
| 15   | Dominique Sarron    | ROC Yamaha    | +1 tour          |        |
| 16   | Michael Rudroff     | Harris Yamaha | +1 tour          |        |
| 17   | Cees Doorakkers     | Harris Yamaha | +1 tour          |        |
| 18   | Toshiyuki Arakaki   | ROC Yamaha    | +1 tour          |        |
| 19   | Juan Lopez Mella    | ROC Yamaha    | +1 tour          |        |
| 20   | Corrado Catalano    | ROC Yamaha    | +1 tour          |        |
| 21   | Serge David         | ROC Yamaha    | +1 tour          |        |
| 22   | Nicholas Schmassman | ROC Yamaha    | +1 tour          |        |
| 23   | Josef Doppler       | ROC Yamaha    | +1 tour          |        |
| 24   | Marco Papa          | Librenti      | +3 tours         |        |
| Abd. | Peter Graves        | Harris Yamaha | Abandon          |        |
| Abd. | Andreas Leuthe      | VRP           | Abandon          |        |
| Abd. | Damon Buckmaster    | Harris Yamaha | Abandon          |        |
| Abd. | Claude Arciero      | ROC Yamaha    | Abandon          |        |
| Abd. | Lucio Pedercini     | Paton         | Abandon          |        |
| Abd. | Eddie Laycock       | Yamaha        | Abandon          |        |
| Abd. | Alex Criville       | Honda         | Abandon          |        |

## Classement final 250 cm3
| Pos  | Pilote                    | Constructeur | Temps/Écart     | Points |
| ---- | ------------------------- | ------------ | --------------- | ------ |
| 1    | Loris Reggiani            | Aprilia      | 47 min 25 s 923 | 25     |
| 2    | Helmut Bradl              | Honda        | +4 s 083        | 20     |
| 3    | Masao Shimizu             | Honda        | +4 s 373        | 16     |
| 4    | Luca Cadalora             | Honda        | +4 s 496        | 13     |
| 5    | Carlos Cardús             | Honda        | +10 s 452       | 11     |
| 6    | Pierfrancesco Chili       | Aprilia      | +13 s 023       | 10     |
| 7    | Alberto Puig              | Aprilia      | +23 s 618       | 9      |
| 8    | Jochen Schmid             | Yamaha       | +25 s 041       | 8      |
| 9    | Stefan Prein              | Honda        | +33 s 121       | 7      |
| 10   | Max Biaggi                | Aprilia      | +34 s 705       | 6      |
| 11   | Loris Capirossi           | Honda        | +34 s 833       | 5      |
| 12   | Doriano Romboni           | Honda        | +37 s 293       | 4      |
| 13   | Herri Torrontegui         | Suzuki       | +39 s 040       | 3      |
| 14   | Wilco Zeelenberg          | Suzuki       | +49 s 227       | 2      |
| 15   | Paolo Casoli              | Yamaha       | +54 s 349       | 1      |
| 16   | Frédéric Protat           | Aprilia      | +54 s 403       |        |
| 17   | Bernd Kassner             | Aprilia      | +55 s 319       |        |
| 18   | Bernard Haenggeli         | Aprilia      | +58 s 829       |        |
| 19   | Erkka Korpiaho            | Aprilia      | +1 min 04 s 507 |        |
| 20   | Luis d'Antin              | Honda        | +1 min 04 s 518 |        |
| 21   | Adrian Bosshard           | Honda        | +1 min 08 s 686 |        |
| 22   | Katsuyoshi Kozono         | Honda        | +1 min 08 s 935 |        |
| 23   | Jean-Pierre Jeandat       | Honda        | +1 min 20 s 462 |        |
| 24   | Jurgen van den Goorbergh  | Aprilia      | +1 min 28 s 019 |        |
| 25   | Yves Briguet              | Honda        | +1 min 29 s 271 |        |
| 26   | Bernard Cazade            | Honda        | +1 tour         |        |
| 27   | Sete Gibernau             | Yamaha       | +1 tour         |        |
| Abd. | ...                       | ...          | Abandon         |        |
| Np.  | Patrick van den Goorbergh | Aprilia      | Non partant     |        |

## Classement final 125 cm3
| Pos  | Pilote            | Constructeur  | Temps/Écart     | Points |
| ---- | ----------------- | ------------- | --------------- | ------ |
| 1    | Ralf Waldmann     | Honda         | 45 min 57 s 309 | 25     |
| 2    | Fausto Gresini    | Honda         | +0 s 080        | 20     |
| 3    | Carlos Giró Jr.   | Aprilia       | +1 s 100        | 16     |
| 4    | Kazuto Sakata     | Honda         | +1 s 571        | 13     |
| 5    | Noboiuki Wakai    | Honda         | +1 s 768        | 11     |
| 6    | Gabriele Debbia   | Honda         | +3 s 149        | 10     |
| 7    | Dirk Raudies      | Honda         | +4 s 731        | 9      |
| 8    | Oliver Koch       | Honda         | +5 s 620        | 8      |
| 9    | Jorge Martínez    | Honda         | +7 s 242        | 7      |
| 10   | Ezio Gianola      | Honda         | +21 s 632       | 6      |
| 11   | Loek Bodelier     | Honda         | +34 s 415       | 5      |
| 12   | Emilio Cuppini    | Aprilia       | +36 s 190       | 4      |
| 13   | Hans Spaan        | Aprilia       | +38 s 268       | 3      |
| 14   | Kinya Wada        | Honda         | +38 s 289       | 2      |
| 15   | Peter Oettl       | Rotax         | +43 s 640       | 1      |
| 16   | Takao Shimizu     | Honda         | +44 s 362       |        |
| 17   | Peter Galvin      | Honda         | +44 s 689       |        |
| 18   | Alain Bronec      | Honda         | +1 min 04 s 293 |        |
| 19   | Maik Stief        | Aprilia       | +1 min 04 s 955 |        |
| 20   | Heinz Lüthi       | Honda         | +1 min 05 s 028 |        |
| 21   | Arie Molenaar     | Aprilia       | +1 min 07 s 133 |        |
| 22   | Giovanni Palmieri | Gazzaniga     | +1 min 19 s 986 |        |
| 23   | Giuseppe Fiorillo | Harris Yamaha | +1 min 28 s 364 |        |
| 24   | Hisashi Unemoto   | Honda         | +1 min 34 s 874 |        |
| 25   | Manuel Luque      | JJ Cobas      | +1 min 35 s 015 |        |
| 26   | Fausto Ricci      | Harris Yamaha | +2 min 17 s 247 |        |
| 27   | Maurizio Vitali   | Gazzaniga     | +10 s 774       |        |
| Nc.  | Luis Alvaro       | JJ Cobas      | Non classé      |        |
| Abd. | ...               | ...           | Abandon         |        |